# Dunkelgrafen
Dunkelgrafen (conocidos en Alemania como "condes oscuros") es un apodo dado por los habitantes de Hildburghausen, Turingia, a una rica pareja que vivió en la ciudad a principios del siglo XIX.

## Vida
La Dunkelgräfin (condesa oscura) llegó a Hildburghausen el 7 de febrero de 1807. En 1810 la pareja se mudó al cercano pero a su vez aislado castillo de Eishausen, donde vivió hasta su muerte. El hombre se presentó a sí mismo como el conde Vavel, manteniendo la identidad de la mujer en secreto, afirmando únicamente que no estaban casados ni eran amantes. Mantuvieron sus vidas en la más estricta intimidad, sobre todo la condesa, quien sólo salía del castillo en carruaje o con un velo cubriendo su rostro. Tras su muerte, acaecida el 28 de noviembre de 1837, fue rápidamente inhumada, posiblemente sin haber llevado a cabo un servicio religioso. El conde - posteriormente identificado como Leonardus Cornelius van der Valck (nacido el 2 de septiembre de 1769 en Ámsterdam), secretario de la embajada alemana en París desde julio de 1798 hasta abril de 1799 - la identificó como Sophie Botta, una mujer soltera de Westfalia; de acuerdo con el Dr. Lommler, el médico que certificó su muerte, la condesa aparentaba sesenta años de edad. Fue enterrada en una tumba en la colina de Schulersberg, en un jardín que la condesa había adquirido en 1820. El conde siguió viviendo en el castillo hasta su muerte el 8 de abril de 1845, siendo enterrado en el cementerio de la iglesia de Eishausen. El castillo en el que vivieron los Condes fue demolido en 1873.

## Teorías
La misteriosa pareja despertó un gran interés, surgiendo al poco tiempo numerosas especulaciones acerca de la identidad de la condesa. La más notable (apoyada por muy pocos historiadores) sostiene que la condesa sería en realidad María Teresa, la hija de María Antonieta, encerrada en el Temple y supuestamente liberada en 1795 a cambio de prisioneros franceses. Según esta hipótesis, María Teresa, traumatizada por los juicios a los que se vio sometida o como consecuencia de un embarazo fruto de una violación, habría rechazado volver al mundo exterior; su hermana adoptiva (y posiblemente medio hermana), Ernestine Lambriquet, habría ocupado su lugar.    
Cuando a María Teresa de Francia se le permitió viajar a Austria tras ser liberada del Temple en 1795, Renée Suzanne de Soucy fue elegida para acompañarla durante su viaje hacia la frontera, en Huningue, en lugar de su madre (habiendo sido la primera elección de María Teresa), quien se vio obligada a rechazar la oferta por motivos de salud. María Teresa, quien viajó bajo el nombre de Sophie, se sentó en el carruaje junto a de Soucy y los guardias Mechin (quien se hizo pasar por el padre de Sophie) y Gomin; los sirvientes Hue y Baron, el cocinero Meunier, la doncella Catherine de Varenne y un joven de nombre Pierre de Soucy la siguieron en otro carruaje. De acuerdo con la legendaria teoría del intercambio de la Dunkelgräfin, de Soucy ayudó a María Teresa a intercambiarse con Ernestine Lambriquet durante el viaje a Austria.
De las ocho personas que acompañaron a María Teresa durante su viaje en 1795, sólo la identidad de dos de ellas no pudo ser comprobada más allá de los pasaportes: la de Catherine de Varenne y el joven Pierre de Soucy. Pierre de Soucy figuraba en el pasaporte como hijo de Renée Suzanne de Soucy, si bien ella nunca tuvo un hijo con ese nombre. Según la teoría del intercambio, Pierre de Soucy (o tal vez Catherine de Varenne) era en realidad Ernestine Lambriquet, quien ocupó el lugar de María Teresa durante su viaje con la ayuda de Renée Suzanne de Soucy, tras lo cual Lambriquet continuó el viaje a Austria haciéndose pasar por María Teresa, mientras la auténtica María Teresa se establecía en Alemania como la Dunkelgräfin.
De hecho, el emperador austríaco pidió que se permitiese a Ernestine Lambriquet acompañar a María Teresa a Austria, pero el ministro Benezch alegó que no pudo localizarla, a pesar de haber estado viviendo bajo la protección de Renée Suzanne de Soucy y la familia de Mackau desde el asalto a las Tullerías. Otra alternativa sugiere que Pierre de Soucy era en realidad una de las hijas de Renée Suzanne de Soucy, quien vestía ropas masculinas con el fin de hacer que la comitiva fuese más difícil de identificar, puesto que María Teresa había sido amenazada no solo por antimonárquicos, sino también por agentes enviados por potencias extranjeras con el fin de secuestrarla durante su viaje a la frontera. Se sabe que Renée Suzanne de Soucy chantajeó a María Teresa por razones desconocidas, chantaje al que esta última accedió, lo cual se ha especulado podría tener relación con el citado intercambio.
De acuerdo con Madame von Heimbruch, su dama de compañía, la reina María de Sajonia-Altenburgo creía que la Dunkelgräfin era la princesa de Condé.

## Investigación
El 15 de octubre de 2013 los restos de la Dunkelgräfin fueron exhumados para realizar pruebas de ADN, siendo enterrada de nuevo el 7 de noviembre del mismo año. Los análisis de ADN y un estudio de reconstrucción facial confirmaron que la condesa no guardaba relación con María Teresa.
Los huesos fueron analizados en laboratorios independientes en Innsbruck (Austria) y Friburgo (Alemania). El ADN de María Teresa (la supuesta condesa oscura) y el de Alejandro de Sajonia-Gessaphe, descendiente por vía materna de la hermana de María Antonieta, la archiduquesa María Carolina de Austria, fueron comparados. A pesar de existir una separación de seis generaciones, el ADN mitocondrial seguía siendo el mismo. Si la condesa oscura hubiese sido en verdad María Teresa, los fragmentos óseos deberían haber mostrado el mismo perfil de ADN mitocondrial que el del príncipe Alejandro (cuya línea materna se cruza con la de la madre de María Antonieta, María Teresa I de Austria).
No obstante, los análisis demostraron que no era así. El perfil de ADN mitocondrial de la condesa oscura difería significativamente del de Alejandro. De hecho, el ADN mitocondrial del hermano de María Teresa (Luis Carlos), extraído en un estudio previo, coincidía, como era de esperar, con el del príncipe Alejandro, pero difería del de la condesa oscura.
- Datos: Q691773
- Multimedia: Dunkelgräfin / Q691773